# Hemelytroblatta africana
Hemelytroblatta africana är en kackerlacksart som först beskrevs av Carl von Linné 1758.  Hemelytroblatta africana ingår i släktet Hemelytroblatta och familjen Polyphagidae.
Artens utbredningsområde är Marocko.

## Underarter
Arten delas in i följande underarter:
- H. a. africana
- H. a. unicolor